# Attimi
Attimi è un album in studio del cantante anglo-italiano Mal, pubblicato il 27 febbraio 2009.

## Descrizione
L'album è stato pubblicato dall'etichetta discografica Maia Records di Genova, prodotto da Verdiano Vera, Giacomo Caliolo e Stefano Palumbo. Le registrazioni dell'album sono iniziate nello studio Mediatech Communication di Genova nel 2006 e terminate nello Studio Maia nel 2008. All'interno del disco è presente come bonus track anche un medley composto dai cinque successi del cantante: Yeeeeh, Bambolina, Tu sei bella come sei, Occhi neri, occhi neri e Pensiero d'amore). I testi di Verdiano Vera sono il frutto di uno scambio di lettere tra lui e sua moglie Linda Cavallero, alla quale è dedicato l'intero album, e raccontano la loro storia d'amore. Nella decima canzone del disco Come sei tu, Mal canta in duetto con la moglie Renata, proprio per immedesimare maggiormente gli ascoltatori nella storia d'amore alla quale è ispirato l'intero album.
Attimi è un disco pop rock sperimentale. L'album segna un rinnovamento stilistico che va controcorrente rispetto al classico repertorio al quale sono abituati gli ammiratori del cantante. Il testo della canzone Controcorrente, estratta come singolo, segna una sorta di punto di rottura con il passato. Controcorrente ha infatti un contenuto a favore della discografia indipendente contro il potere delle major dell'industria musicale, che durante la carriera di Mal hanno legato l'immagine di Furia a quella di Paul Bradley Couling, offuscando gran parte della sua vita professionale. Il testo della canzone è un invito a fare ciò che gli altri non fanno per distinguersi dalla massa.
Dall'album è stato estratto il singolo Controcorrente, di cui è stato girato un videoclip per lanciare l'album stesso. Il videoclip è stato realizzato sulla ferrovia Genova-Casella.Nell'ultima scena del videoclip, Mal abbandona il 45 giri di Furia sui binari della ferrovia come per lasciare indietro il passato e liberarsi dalle catene che lo hanno tenuto sempre legato al volere delle major. Questo particolare ha meritato la prima pagina di numerosi giornali fra i quali Il Secolo XIX oltre a numerose interviste in radio e in televisione che hanno fatto parlare del cantante, del suo nuovo album e della sua nuova avventura nella discografia indipendente.
Il singolo è stato presentato nell'aprile 2009 in TV da Barbara D'Urso durante la trasmissione Pomeriggio Cinque in onda su Canale 5 e per la prima volta in radio da Alfonso Signorini su Radio Monte Carlo.

## Tracce
Testi di Verdiano Vera, musiche di Verdiano Vera, Stefano Palumbo, Giacomo Caliolo.
1. Note di Colore – 4:49
2. Vivo di te – 4:37
3. Controcorrente – 3:49
4. Spiegherò le ali – 4:27
5. Tu chi sei – 3:52
6. Non è facile – 4:38
7. Nuvole di zucchero – 4:24
8. Due aironi – 4:30
9. Raggio di sole – 3:24
10. Come sei tu – 3:40
11. Polvere – 3:28
12. Medley (medley di Yeeeeh, Bambolina, Tu sei bella come sei, Occhi neri, occhi neri e Pensiero d'amore) – 7:16

Durata totale: 52:54

## Crediti
- Mal - Voce
- Verdiano Vera - pro yools, basso, batterie, percussioni e grooves, arrangiamento, registrazione, mixaggio, mastering
- Stefano Palumbo - chitarre elettriche e acustiche, tastiere e pianoforte, arrangiamento, registrazione e mixaggio
- Giacomo Caliolo - cori, assoli di chitarra elettrica, chitarre in Note di Colore e Medley
- Daniela Vinci - cori
- Davide Rossi - pianoforte in Nuvole di Zucchero e  Due Aironi
- Massimo Di Via - cori in Controcorrente, Non è Facile e Medley
- Chiara Travaini - cori in Come sei tu
- Renata - voce in Come sei tu
- Riccardo Bassi - voce del bambino in Il vento
- Giacomo Caliolo - ideatore e coordinatore del progetto
- Linda Cavallero - fotografia, grafica e copertina
- Pino Pintabona (Black Widow Records) - supervisione alla produzione esecutiva